# Bergmyntemal
Bergmyntemal, Stephensia brunnichella, är en fjärilsart som beskrevs av Carl von Linné 1767. Bergmyntemal ingår i släktet Stephensia och familjen gräsmalar, Elachistidae. Enligt den finländska rödlistan är arten starkt hotad, EN, i Finland. Enligt den svenska rödlistan är arten nära hotad, NT, i Sverige. Arten är påträffad i centrala och södra Europa bort till Mindre Asien. I Norge har den noterats från en enda lokal i södra Norge. I Finland har den hittats på Åland och i sydöstra Finland. I Danmark har den hittats på Lolland-Falster-Mön. De svenska fynden finns i Skåne, Småland, Öland, Gotland och Uppland. Artens livsmiljö är torra gräsmarker. Dess ljusgröna larv lever av  bergmynta, Clinopodium vulgare, vilken den gör fläckminor på. Inga underarter finns listade i Catalogue of Life.